# Jugador Defensivo del Año de la LPB de Venezuela
El premio Jugador Defensivo del Año es un galardón otorgado cada año al jugador defensivo más sobresaliente en la Liga Profesional de Baloncesto de Venezuela (LPB). Desde 2012, este reconocimiento es acreditado por la Comisión Técnica de la LPB. El primero en recibirlo fue Richard Lugo.
Para la campaña 2015-2016, el Reglamento General de la LPB contempla 13 votos: 10 de los gerentes generales de los equipos que integran el circuito y otros 3 de la Comisión Técnica, constituida por José Rafael Gómez, Julio Mogollón y Manuel Fuentes.

## Lista de ganadores al premio
| Temporada | Jugador         | Equipo                   |
| --------- | --------------- | ------------------------ |
| 2012      | Richard Lugo    | Guaiqueríes de Margarita |
| 2013      | Óscar Torres    | Marinos de Anzoátegui    |
| 2014      | Windi Graterol  | Guaros de Lara           |
| 2015      | Justin Williams | Panteras de Miranda      |
| 2015-16   | Tony Mitchell   | Cocodrilos de Caracas    |
| 2017      | Juan Guerrero   | Toros de Aragua          |
| 2018      | Pedro Chourio   | Trotamundos Carabobo     |
| 2019      | Desierto        | Desierto                 |
| 2020      | Desierto        | Desierto                 |
| 2021-I    | Desierto        | Desierto                 |
| 2021-II   | Desierto        | Desierto                 |
| 2022      | Jonathan Araujo | Centauros de Portuguesa  |
| 2023      | Prince Ibeh     | Guaros de Lara           |
| 2024      | Michael Watkins | Piratas de La Guaira     |
| 2025      | Luis Duarte     | Brillantes del Zulia     |